# آسیا (روزنامه اقتصادی)
روزنامه آسیا به صاحب امتیازی ساقی باقری‌نیا، مدیرمسئولی  و سردبیری ایرج جمشیدی در سال ۱۳۸۰ خورشیدی تأسیس شد.
روزنامه آسیا؛ یکی از روزنامه‌های کثیرالانتشار و عمومی صبح کشور است که به صورت رنگی و سیاه و سفید، به زبان‌های فارسی و انگلیسی روزانه در تهران چاپ و در سراسر کشور توزیع می‌شود
شکل‌گیری ایده «آسیا»، نه تنها مبدأ و منشأ شکل‌گیری جریانی تأثیرگذار در ژورنالیسم اقتصادی و حتی روزنامه‌نگاری عام ایران شد، بلکه این خود آغازی بر فاصله گرفتن روزنامه‌نگاران حرفه ای ایران از فرایندی موسوم به «روزنامه‌های اجاره‌ای» بود. پس از طی یک فرایند طولانی، که از سال ۱۳۷۶ شروع شده بود، سرانجام در سال ۱۳۸۰ مجوز این روزنامه، به نام ساقی باقری‌نیا، صادر و آسیا به عنوان سرفصل نوینی در روزنامه‌نگاری ایران پا به عرصه وجود گذاشت.
هم‌اکنون این روزنامه در سومین دورهٔ انتشار خود به سر می‌برد.

## توقیف روزنامه آسیا
روزنامه «آسیا» به دلیل انتشار عکس‌ها و تصاویر خلاف عفت عمومی و استفاده ابزاری از تصاویر و تبلیغ و ترویج اسراف و تبذیر، مشمول بندهای ۲، ۳ و ۱۰ ماده ۶ قانون مطبوعات شناخته شده و به دلیل اصرار بر تخلفات یاد شده به استناد تبصره ۲ ماده ۶ و تبصره ماده ۱۲ آن قانون توقیف شد و مراتب جهت پیگرد قانونی به مرجع قضایی ارسال شد.
ایرج جمشیدی دربارهٔ توقیف‌های مکرر روزنامه آسیا گفته‌است:
در سال ۱۳۸۰ روزنامه آسیا را با مدیرمسئولی دکتر ساقی باقری‌نیا، همسرم، بنیان گذاشتیم و شروع به کار کردیم. اما واقعاً، بسیار چوب لای چرخ ما گذاشته شد و از این رو طی این سال‌ها روزنامه با فراز و فرودهای فراوانی روبه رو شد، توقیف چندین باره روزنامه بخش بزرگی از این چالش بود؛ یک بار روزنامه بعد از ۴۱۹ شماره انتشار، توقیف شد، یک بار نیز خودم توقیف شدم! بعد از آن، اولین روزنامه‌ای که در دولت قبل، از طریق وزارت ارشاد به صورت رسمی توقیف شد بعد از ۲۲۷ روز انتشار، روزنامه آسیا بود؛ توقیف شدن و لغو توقیف‌ها چندین بار دیگر نیز برای ما بوجود آمد تا امروز که ۵۵۵ شماره از آن منتشر شده‌است. اما ما در هر بازگشت در آخرین دوره و در پس هر رفع توقیفی تلاش کردیم آن را دوره جدید تلقی کنیم و با تغییرات در فرم به نیاز روز مخاطبان پاسخ حرفه‌ای دهیم و در نهایت به این فرم امروزین رسیدیم که شاهد آن هستید.